# Colum McCann
Colum McCann (n. 28 februarie 1965, Dublin, Irlanda) este un scriitor irlandez de ficțiune literară⁠(d). S-a născut în Dublin, Irlanda. Este cunoscut ca un scriitor internațional care crede în „democrația poveștilor”. A câștigat numeroase premii, inclusiv Premiul Național al Cărții din SUA și Premiul Literar Internațional Dublin, iar lucrările sale au fost traduse în peste 40 de limbi și publicate în multe publicații americane și internaționale. De asemenea, este co-fondator și președinte al Narrative 4, o organizație nonprofit internațională de educație pentru empatie.
McCann este autorul a șapte romane, inclusiv Apeirogon (2020), TransAtlantic (2013) și Goana nebuna a lumii (2009), care a câștigat Premiul Național al Cărții. De asemenea, a scris trei colecții de povestiri scurte, inclusiv Thirteen Ways of Looking, lansată în octombrie 2015. 

## Romane
- Songdogs
- This Side of Brightness
- Dansator
- Zoli
- Goana nebuna a lumii
- TransAtlantic
- Apeirogon